# 中国人民解放军联勤保障部队第九一〇医院
中国人民解放军联勤保障部队第九一〇医院，又名华侨大学附属海峡医院，位于福建省泉州市丰泽区花园路180号，隶属无锡联勤保障中心，为三级甲等医院。

## 简介
中国人民解放军第一八〇医院的前身是晋冀鲁豫野战军第一纵队休养所，1945年诞生在邯郸战役中。1956年，奉命自黑龙江省佳木斯市南迁到福建省泉州市，1963年整编为中国人民解放军第一八〇医院。

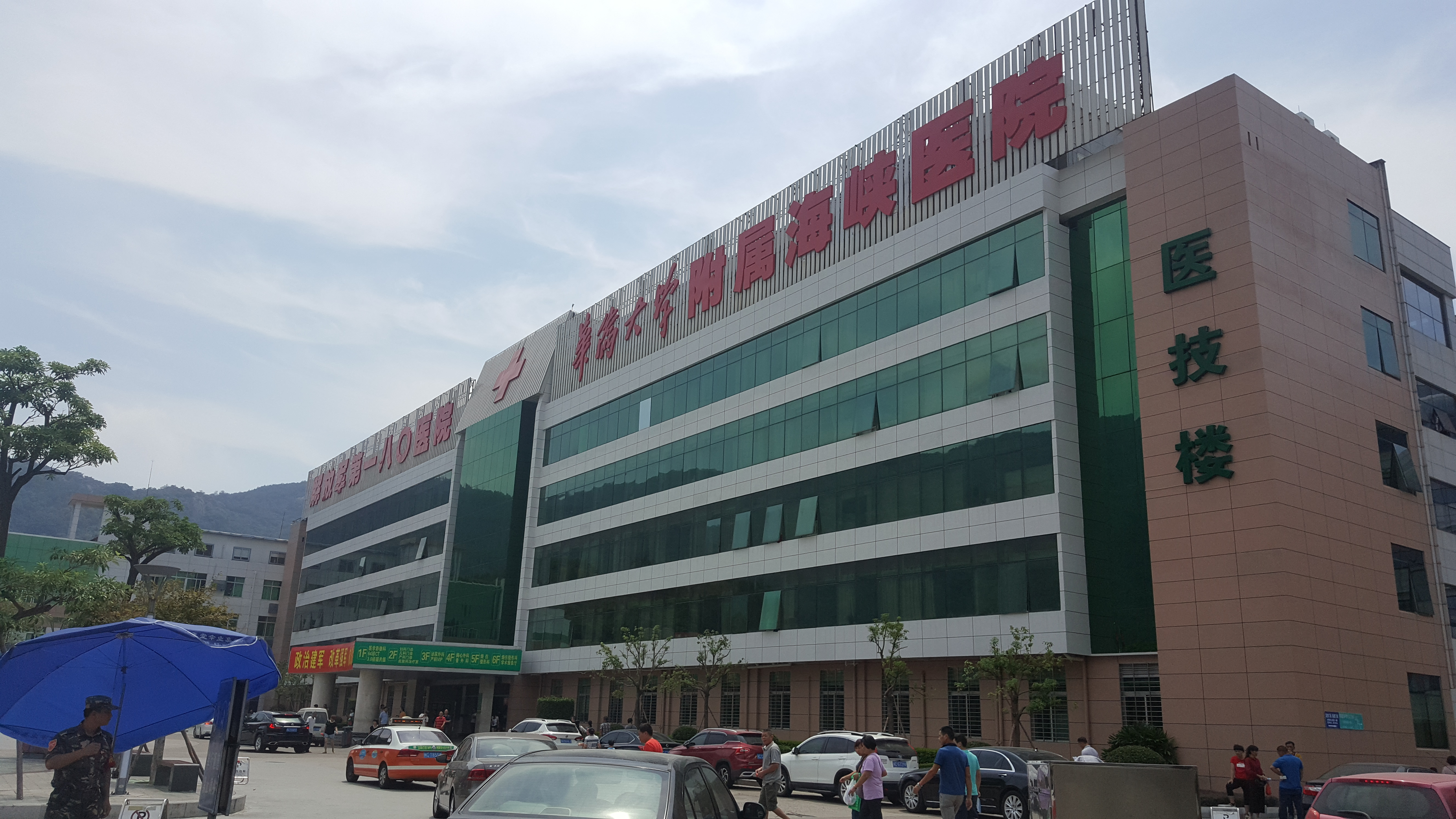
中国人民解放军第一八〇医院

医院位于泉州市清源山南麓，是综合性三级甲等医院。截至2015年，医院拥有1个全军中心（全军眼科创伤救治中心），6个军区专科专病中心（南京军区肝病中心、肝胆外科中心、烧伤中心、口腔颌面外科专病中心、颅脑创伤救治中心、部队卫勤信息化建设支持中心）。医院是南方医科大学非直属附属医院，中国人民解放军第四军医大学、福建医科大学等军内外医科大学的教学医院。2016年10月20日，“华侨大学附属海峡医院”揭牌仪式在该医院病房大楼广场前举行，该医院正式成为华侨大学附属海峡医院。
2016年，在深化国防和军队改革中，中国人民解放军第一八〇医院由中国人民解放军南京军区转隶无锡联勤保障中心。

## 历任领导
| 院长 …… - 孔培成（？—？） - 凌小明（？—？） - 郑溪水（2011年3月—？） - 董少良（？—） | 政治委员 …… - 郑洪明（？—2003年） - 池启辉（2003年—？） - 卢章雄（？—？） - 黎道江（？—） |